# Brenda Z. Seligman
Brenda Zara Seligman geb. Salaman (26. Juni 1883 in London – 2. Januar 1965 ebendort) war eine britische Ethnologin. Sie war mit Charles Gabriel Seligman (1873–1940) verheiratet und verfasste gemeinsam mit ihm einige Werke, die zu den Klassikern der ethnographischen Literatur gehören – Die Veddas (auf Sri Lanka) und Die heidnische Stämme des nilotischen Sudan.

## Wirken
Das Geburtsjahr ist nicht gesichert. Eine Reihe von Institutionen gibt das Jahr 1882 an, darunter die University of Oxford und das British Museum.
Sie entstammte einer wohlhabenden jüdischen Familie, ihre Eltern waren Myer Salaman, ein Federnhändler, und Sarah Solomon (1844–1931). Sie war das zweitjüngste von 15 Kindern. Der Vater starb 1896. Sie besuchte die Rodean School und das Bedford Collage, brach aber ihr Studium ab um 1904 (oder 1905) den britischen Mediziner C. G. Seligman zu heiraten, der sich nach ersten Expeditionen zu den Torres-Strait-Inseln (1898) und nach Neuguinea (1904) anthropologischen Forschungen zugewandt hatte. Sie wurde seine Mitarbeiterin und Co-Autorin, gemeinsam unternahmen sie fortan Forschungsreisen und Feldstudien. 1907/08 hielten sie sich im damaligen Ceylon auf und studierten die Kultur der Veddas, eines indigenen Volkes, welches als Ureinwohner der Insel gilt und heute vom Aussterben bedroht ist. Die Buchpublikation der Seligmans (1911) wird in der Britannica als Standardwerk bezeichnet. Es folgten langjährige Forschungsaufenthalte im Sudan (von 1909 bis 1912 und 1921/22), die im Jahre 1932 zur gemeinsamen Publikation des Bandes Pagan Tribes of the Nilotic Sudan führten.
1933 erhielt sie – als erste Frau – die Rivers-Gedenkmedaille des Royal Anthropological Institute of Great Britain and Ireland.
Zur sechsten Auflage der Notes and Queries des Royal Anthropological Institute in London 1951 schrieb sie das Vorwort.

## Publikationen (Auswahl)
- Charles G. Seligman und Brenda Z. Seligman: The Veddas. Cambridge University Press, London 1911 (Teil der Cambridge Archaeological and Ethnological Series) (bei Internet Archive)
- Charles G. Seligman und Brenda Z. Seligman: Pagan Tribes of the Nilotic Sudan. mit einer Einleitung von Harold MacMichael, Routledge & Kegan Paul, London 1932 (bei Internet Archive).